# Les Invincibles (série télévisée, 2005)
Cet article concerne la série télévisée québécoise. Pour la série télévisée française, voir Les Invincibles (série télévisée, 2010).
Pour les articles homonymes, voir Les Invincibles.
Les Invincibles est une série télévisée québécoise en 35 épisodes de 43 minutes écrite par François Létourneau et Jean-François Rivard, qui en est aussi le réalisateur, produite par Casablanca productions et Alliance Atlantis Vivafilm, et diffusée du 14 septembre 2005 au 25 mars 2009 sur Radio-Canada. Elle a le format de documentaire parodique dans lequel les personnages regardent parfois la caméra, brisant le quatrième mur, et les évènements sont décrits lorsqu’ils se déroulent par les personnages à leur façon après montage.
Une série éponyme, Les Invincibles est adaptée en France par MakingProd en coproduction avec la chaîne Arte. Les premiers épisodes ont été diffusés par cette chaîne le 9 mars 2010.

## Synopsis

### Saison I
À Montréal, Pierre-Antoine (« P-A »), Steve, Rémi et Carlos, quatre amis à l'aube de la trentaine, décident de conclure un pacte : à partir de 21 heures le lendemain, ils devront effectuer une rupture simultanée avec leur copine respective. Par ce pacte, les gars espèrent combattre le démon du midi et profiter au maximum de leur jeunesse. La réalité finira cependant par les rattraper...

### Saison II
Au début de la deuxième saison, P-A, Steve et Rémi sont sans nouvelles de Carlos depuis le jour de son mariage avorté. Mais très vite, celui-ci refait surface et ressuscite le pacte qui les liait avec certaines modifications. Désormais, dans le cadre du « Rallye du bonheur », les participants se fixeront chacun un objectif à réaliser en trois mois dans l'espoir d'améliorer un aspect de leur vie. S'ils y parviennent, Carlos leur promet un grand prix : un voyage dans le Sud à Punta Cana.

### Saison III
Dans la troisième saison, après un mariage catastrophique avec Carlos, Lyne convainc les trois autres filles (Vicky, Cynthia et Marie-Ange) de former une alliance contre les gars pour les obliger à changer. De bonne foi, les Invincibles acceptent de jouer le jeu, mais c'est sans compter leur talent à tout gâcher, volontairement ou pas. Vexés de ne pas être récompensés pour leurs efforts, les gars tenteront une révolution qui virera au vinaigre...

## Distribution
- François Létourneau : Pierre-Antoine « P-A » Robitaille
- Pierre-François Legendre : Carlos Fréchette
- Patrice Robitaille : Steve Chouinard
- Rémi-Pierre Paquin : Rémi Durocher
- Catherine Trudeau : Lyne Boisvert (surnommée « Lyne La pas fine »)
- Geneviève Néron : Kathleen Samson
- Lucie Laurier : Jolène
- Amélie Bernard : Vicky
- Germain Houde : Alain Robitaille
- Louise Bombardier : Gysèle
- Isabel Richer : Jeanne Langlois
- Donald Pilon : Monsieur Boisvert
- Marie-Laurence Moreau : Manon
- Patrick Drolet : Richard
- Stéphane Breton : Martin
- Hélène Florent : Véronique
- Sylvain Marcel : Bernard
- Robin Aubert : Damien
- Kathleen Fortin : Cynthia
- Marilyse Bourke : Marie-Ange
- Édith Cochrane : Sandra
- Pierre Curzi : Jean-Marc "Gene" Perreault
- Robert Lepage : Philippo Owen
- Gildor Roy : Ace, ami de "Gene"
- Catherine-Anne Toupin : Katrina
- David Savard: Charles (Chum de Vicky dans la 2e saison)

## Personnages

### Personnages principaux
- Pierre-Antoine « P-A » Robitaille : Étudiant en psychologie, il vit encore chez son père. Égocentrique notoire, il ne se soucie que de son propre bonheur. Après avoir couché avec la copine de son père, il se retrouve à la rue. Il se réconcilie avec son père et termine ses études. Dans la deuxième saison, « P-A » est maintenant psychologue et il emménage seul dans un appartement, mais se voit expulsé à cause d’un ancien ami vindicatif. Sa nouvelle copine, Véronique, étudiante en médecine, est aimée de tous et il ne peut supporter cette situation qui lui fait réaliser sa propre médiocrité. Dans la troisième saison, P-A est obligé de laisser son travail de psychologue puisqu'il a été radié de l'ordre des psychologues à la suite d'un événement fâcheux. Il tentera tout de même de devenir une meilleure personne et de changer ses habitudes profondément égocentriques.

- Steve Chouinard : Graphiste, il explore sa sexualité de manières différentes - il se considère lui-même comme le « capitaine Kirk » du lit - à travers plusieurs conquêtes. À la suite de sa rupture avec Kathleen, il a une aventure avec Sandra, une fille à la sexualité débridée, qui l'embarque dans une relation avec un de ses amis. En réaction à tous ces bouleversements, Steve sombre finalement dans la dépression. Il quitte son boulot pour se retrouver, enchaîne de multiples activités créatives (théâtre, programme d'aide aux devoirs, etc.). Dans la troisième saison, persuadé de ne plus être bisexuel, Steve décide d'avoir un enfant avec Cynthia. Mais un évènement étrange se produira au mariage de Lyne et Carlos, le faisant s'absenter malgré lui de la fête.

- Rémi Durocher : Guitariste, chanteur et parolier, Rémi travaille chez CD Dépôt, puis chez Électro Dépôt. Son groupe musical, Skydome, évolue lentement puis finit par se séparer. Il obtient finalement un travail de musicien dans un studio d’enregistrement grâce au copain de Vicky, ancienne copine de « P-A » avec qui il a eu plusieurs aventures. Il se retrouve à faire le gigolo. Au cours de la première saison, Rémi commence à avoir des doutes au sujet de son père et, dans la seconde saison, il rencontre un homme qui prétend être son père biologique. Dans la dernière saison, le vrai père de Rémi, Gene, est décédé depuis environ 2 ans. Il découvre aussi par le biais d'un ancien ami de son père que Gene lui a laissé un sacré héritage. Il décidera de mener sa carrière solo dans cette saison.

- Carlos Fréchette : Ouvrier dans un abattoir de poulets, Poulet Dépôt et bédéiste amateur talentueux, il est fiancé à Lyne. Bien que celui-ci soit un homme mou et soumis à sa copine tyrannique, il est (selon un test de QI) très intelligent et s'avère à être un individu sensible. Il fait croire à ses amis qu’ils se sont séparés à la suite du pacte, mais la rupture n'a jamais lieu. Pire encore, Lyne a même des projets de mariage. Carlos ment à ses amis pour qu'ils croient qu'il n'est plus avec Lyne, mais ils apprennent finalement qu'il va se marier et l'excluent du pacte. Entre-temps, il rencontre Jeanne, une thérapeute avec qui il a une aventure et qu'il mettra enceinte. Fatigué des manipulations de Lyne, il quitte l'église avant la fin de la cérémonie de mariage, c'est même ainsi que se termine la première saison. Il réapparaît dans la deuxième saison et reconquiert Jeanne pour finalement l'épouser, afin de vivre avec elle et prendre soin de leur fils. Cependant, Jeanne se sert de Carlos comme homme à tout faire et il commence à trouver que sa vie de nouveau marié est bien pauvre en relations intimes avec sa femme... Après son nouveau mariage avec Lyne dans le premier épisode, on découvre que Lyne est enceinte d'environ 6 mois. Elle dit même ne pas vouloir élever un enfant entouré de gamins comme les 4 Invincibles. Le dernier épisode finit tragiquement avec la mort de Lyne à la suite d'une grave hémorragie lors de son accouchement. La petite fille Camille s'en sortira vivante, mais Lyne y succombera. Peu de temps avant, Carlos décidera de mettre fin à son amitié avec les Invincibles à l'aide d'un pacte, chose qui les unissait depuis tant d'années. Carlos, ayant déjà coupé tout contact avec ses amis, tente de les appeler pour leur annoncer la triste nouvelle, mais aucun d'eux ne répondra à l'appel.

### Personnages récurrents
- Lyne « la pas fine » Boisvert : personnage caricatural, c'est une femme extrêmement contrôlante. Elle exerce une grande influence dans les choix de vie de Carlos, au détriment de ses relations amicales. Elle est fiancée de Carlos dans la première saison.
- Kathleen Samson : ancienne copine de Steve, infirmière.
- Jolène : ancienne copine de Rémi.
- Vicky : ancienne copine de « P-A », puis devient la copine de Rémi.
- Alain Robitaille : père de « P-A ».
- Gysèle : copine, puis épouse du père de « P-A ».
- Sandra : fille maladroite, amie de Steve.
- Marie-Ange : copine de « P-A ».
- Jeanne Langlois : thérapeute, copine de Carlos et mère de son fils.
- Manon : collègue de travail de Steve.
- Richard « Rich The Rich/Bitch » : ex-collègue de travail de Carlos chez Poulet Dépôt, colocataire de Carlos dans la deuxième saison. Dans la troisième saison, il est "peintre privé" et s'occupe d'effectuer les rénovations dans la maison du couple Lyne-Carlos.
- Véronique : copine de « P-A » dans la deuxième saison.
- Bernard : petit ami de Steve de l’atelier de théâtre.
- Martin : animateur moustachu des « Renards du Nord » avec « P-A » lors de la première saison, membre d'un « pacte » avec Damien dans la deuxième saison et mystérieux suspect dépressif dans l'affaire du "black-out" de Steve durant la troisième saison.
- Damien : ami de « P-A » dans la deuxième saison, père du fils de Marie-Ange dans la troisième saison.
- Cynthia : copine de Steve, enseignante au primaire.

### Bande dessinée
La particularité de la série est de mettre en parallèle les vies des personnages avec une bande dessinée, créée et narrée par le personnage Carlos, dont les super-héros s’appellent « Les Invincibles ».
- « Les Invincibles » :
  - Phantoman (Carlos)
  - Capitaine Liberté (P-A)
  - Magellan (Steve)
  - Psyro (Rémi)

- Les Super-Vilaines :
  - Dark Evil-Hin (Lyne-la-pas-fine)
  - Skan-Mind Jane (Jeanne)
  - Vick-O-Tron (Vicky)
  - Leather Angel (Marie-Ange)
  - Atomik Nurse (Cynthia)

## Épisodes

### Première saison (2005)
La première saison a été diffusée à partir du 14 septembre 2005.
- Épisode 1 :

P.-A., Carlos, Rémi et Steve préparent un grand coup. Ils ont 30 ans, des vies rangées, et ils en ont assez. Ils ont décidé de passer à l'action avant qu'il ne soit trop tard. Munis de montres bleues, ils sont convenus d'un pacte qui risque de chambouler leur vie.
- Épisode 2 :

Le pacte est maintenant en application, les quatre amis espèrent profiter de leur nouvelle liberté, mais tout n'est pas si simple. Carlos n'a toujours pas laissé Lyne. Rémi, laissé par Jolène, n'acceptera pas l'affront si facilement. P.-A. tentera sa chance avec Marie-Ange.
- Épisode 3 :

Carlos n'a toujours pas réussi à laisser Lyne. P.-A. essaiera de provoquer les choses avec Marie-Ange. Rémi continuera de pourchasser Jolène dans l'espoir de la reconquérir. Steve tentera de se donner un peu de bon temps sans trop être dérangé par la pauvre Kathleen.
- Épisode 4 :

Steve, Rémi et Carlos décident d'aller rejoindre P.-A. à son camp de Renards du Nord. Steve et Rémi entendent bien profiter du voyage pour faire d'intéressantes rencontres, mais P.-A. n'est pas enchanté du tout de l'arrivée soudaine de ses amis turbulents.
- Épisode 5 :

Le retour de voyage est brutal pour Carlos, car Lyne lui sert un ultimatum. P.-A. développe davantage sa complicité naissante avec Gysèle. Nos quatre amis font un terrible constat : le pacte est un fiasco. P.-A. propose un nouvel amendement, question de provoquer les rencontres.
- Épisode 6 :

Une nouvelle règle est ajoutée au pacte. Parviendra-t-elle à stimuler les troupes et à faire débloquer les choses? Rémi doit composer avec le retour de Jolène. Steve doit régler un problème d'affiches érotiques. Carlos se laisse tenter par une intrigante invitation de sa thérapeute.
- Épisode 7 :

La règle des brosses à dents a semé le doute dans l'esprit des garçons. P.-A. se questionne sur l'origine de la brosse à dents rapportée par Rémi. Il tente aussi de convaincre Gysèle de taire le secret qui les lie. Steve confronte Carlos sur sa rupture avec Lyne.
- Épisode 8 :

Mis à la porte par son père, P.-A. doit cohabiter avec Gysèle. Peu à l'aise dans sa relation avec Vicky, Rémi tente de rompre. Steve et Sandra s'offrent une petite sortie en banlieue. Carlos vit une soirée éprouvante chez ses beaux-parents.
- Épisode 9 :

Entre Rémi et P.-A., c’est la guerre! Carlos et Steve tentent d’arranger les choses grâce à un nouvel amendement. Les préparatifs du mariage de Carlos et Lyne commencent abruptement.
- Épisode 10 :

Les préparatifs du mariage se poursuivent et Carlos semble toujours en mesure de maintenir sa double vie. Rémi, troublé par les révélations sur la véritable identité de son père, poursuivra ses recherches. Quant à Steve, il sera amené à approfondir sa relation avec Sandra et Marc.
- Épisode 11 :

Le pacte n’existe plus, la charte a été brûlée. P.-A., Steve, Rémi et Carlos, chacun de leur côté, tentent de passer à autre chose.
- Épisode 12 :

Carlos et Lyne vont enfin se marier. La nervosité de Carlos est renforcée par une visite surprise de Jeanne. P.-A., de son côté, orchestre le grand coup final dans son long processus de réconciliation avec son père. Rémi tente de ne plus penser à Vicky, tandis que Steve poursuit sa relation avec Marc.

### Deuxième saison (2007)
La seconde saison a été diffusée à partir du 8 janvier 2007.
- Épisode 1 :

P.-A., toujours célibataire, décide de quitter le nid familial. Rémi, embêté par son nouvel emploi de téléphoniste, tentera de joindre l’utile à l’agréable. Steve, toujours confus quant à son orientation sexuelle et aux prises avec de sérieux troubles anxieux, constatera l’inutilité de ses nouveaux médicaments. Et Carlos dans tout ça? Personne ne l’a revu...
- Épisode 2 :

Maintenant de retour, Carlos semble particulièrement revigoré par son étonnant périple. Déterminé à communiquer sa nouvelle énergie à P.-A., Rémi et Steve, il convoque une réunion pour convier ses amis à un nouveau jeu, sous la forme d’un rallye...
- Épisode 3 :

Le rallye proposé par Carlos peut maintenant commencer. Après avoir révélé leurs objectifs, les gars ne tarderont pas à mettre en application leurs cartes d’entraide. Ainsi, Carlos demande l’aide de ses amis pour tenter d’en savoir plus sur Jeanne. Les problèmes de mélangeur de Rémi se poursuivent tandis que Steve se risque à traverser la mystérieuse porte à ses risques et périls...
- Épisode 4 :

Carlos demande l’aide de ses amis pour récupérer ses figurines de superhéros tenues en otage par Lyne. Steve fait une rencontre à son atelier de théâtre. Rémi tente d’amasser des fonds pour son groupe. P.-A. doit prendre une décision importante au sujet de son amitié avec Damien, Martin et Grégory.
- Épisode 5 :

Carlos, bien décidé à revoir son fils, tente de contourner l’interdiction de Jeanne. Rémi a quelques ennuis au travail. Trouvera-t-il une oreille attentive en Vicky? P.-A. doit subir la vengeance de Damien.
- Épisode 6 :

Le rallye se poursuit, mais un problème d’argent vient compromettre le voyage à Punta Cana. Carlos est perturbé par une jeune adolescente. P-A cherche à profiter de son bonheur tranquille avec Véronique. Steve tente de se débarrasser de Bernard avec l’aide de Rémi.
- Épisode 7 :

Déçus de l’attitude de Rémi, P.-A. et Carlos cherchent à le confronter. Carlos parvient finalement à se rapprocher un peu de Jeanne et de son fils. Réussira-t-il à la convaincre de ses qualités paternelles? Rémi, toujours de mauvais poil, cherche à en savoir plus sur le mystérieux périple de Carlos...
- Épisode 8 :

Steve est étonné par un changement d’attitude de Cynthia. P.-A. reçoit une visite inattendue à son bureau. Rémi découvre une note laissée à son attention par un certain chanteur rock... Nos amis se réunissent pour célébrer l’union entre Carlos et Jeanne.
- Épisode 9 :

Le voyage à Punta Cana approche à grands pas. Les Invincibles ont-ils vraiment atteint leurs objectifs? P.-A. continue de mentir sur sa relation avec Véronique. Steve, à nouveau mal en point, peut compter sur l’aide de Cynthia. Rémi cherche à rencontrer le mystérieux Gene. Carlos doit composer avec les nombreuses sorties de Jeanne...
- Épisode 10 :

Déçu de sa vie commune avec Jeanne, Carlos tente de renouer avec ses amis. Rémi voit sa carrière musicale relancée d’une drôle de façon. Steve se rapproche davantage de Cynthia. Nos quatre amis se retrouvent au spectacle de Skydome, où Carlos laisse sortir son fou, ce qui a des conséquences désastreuses...
- Épisode 11 :

Les remarques homophobes de Carlos ont dégoûté Steve, et rien ne semble présager une réconciliation. Marie-Ange accepte la proposition de P.-A. et exige de lui une aide exemplaire. Alain, visiblement épris de Véronique, mettra-t-il en péril sa relation avec Gysèle? Rémi tente de démasquer Gene.
- Épisode 12 :

C’est le jour du départ. Carlos dira-t-il à Jeanne qu’elle n’est pas invitée à l'accompagner? Rémi saura-t-il la vérité sur les liens qui l’unissent à Gene? À trois semaines de l’accouchement, P.-A. partira-t-il l’esprit tranquille? Steve se permettra-t-il de revoir Cynthia avant de partir?

### Troisième saison (2009)
La troisième saison a été diffusée entre le 14 janvier et le 25 mars 2009.
- Épisode 1 :

Alors qu'une grande fête se prépare, P-A, Rémi, Steve et Carlos verront leur nouvelle «maturité» solidement mise à l'épreuve.
- Épisode 2 :

Chassés par leurs blondes et sommés de réfléchir à leurs récentes bourdes, les quatre Invincibles se réfugient chez Steve. La cohabitation sera difficile et les tensions seront nombreuses.
- Épisode 3 :

Bien décidées à insuffler un peu de maturité à leurs hommes, Cynthia, Marie-Ange, Vicky et Lyne proposent un plan d'action. De bonne foi, les garçons se lanceront dans l'aventure avec l‘intention ferme de devenir des adultes responsables…
- Épisode 4 :

Alors que le plan d'action se poursuit, les gars se questionnent sur le sérieux de la démarche des filles. Croyant être l'objet d'une mauvaise blague, ils tenteront d'en savoir plus sur les motivations de leurs copines.
- Épisode 5 :

Le plan d'action se poursuit toujours et les filles semblent satisfaites du progrès de leurs hommes. Mais l'attitude de Richard viendra compromettre le beau travail des garçons. Carlos tentera de charmer Richard de façon à limiter les dégâts.
- Épisode 6 :

Furieuses de la tournure des événements, les filles annonceront aux gars leur intention de sévir. Dans l'attente de leur « punition », Carlos, Rémi, Steve et P.-A. constateront la soudaine fragilité de la solidarité entre les filles.
- Épisode 7 :

La folle nuit à l'hôtel se poursuit et nos quatre Invincibles sont dans de beaux draps. Parviendront-ils à réintégrer leur vie sans éveiller les soupçons de leurs blondes?
- Épisode 8 :

Victimes de la terrible vengeance de leurs copines, P.-A., Carlos, Rémi et Steve, dépouillés de tout, se lanceront à la recherche de leurs effets personnels. Sans argent, sans vêtements, sans rien, ils pourront tout de même compter sur l'aide momentanée d'Alain.
- Épisode 9 :

Fatigués de jouer aux bons garçons, les quatre Invincibles passent en mode vengeance. P.-A. usera de stratégie pour empêcher Marie-Ange de se débarrasser de lui. Rémi utilisera ses ressources financières pour faire la vie dure à Vicky.
- Épisode 10 :

Ébranlés par leurs ruptures, les quatre Invincibles se retrouvent confrontés à eux-mêmes. P.-A. cherchera à prouver une fois pour toutes à Marie-Ange qu'il est une bonne personne et qu'il est prêt à changer.
- Épisode 11 :

Alors que les ruptures semblent se confirmer une fois pour toutes, les gars sont confrontés à une situation tragique. Les folles aventures des dernières années trouvent leur fin dans un constat aussi terrible qu’inévitable : celui de la fragilité de la vie.

## Commentaires
Les épisodes sont entrecoupés de fausses entrevues des personnages principaux, comme dans un film documentaire. Cette série s'avère à être un succès retentissant et reçoit d'excellentes critiques. Elle vient marquer le début d'une nouvelle ère pour la télévision québécoise.